# فيرنان كاباليرو (سيوداد ريال)
بلدية فيرنان كاباليرو (بالإسبانية: Fernán Caballero)‏، هي إحدى بلديات مقاطعة سيوداد ريال إحدى مقاطعات إسبانيا، والتي تقع في منطقة قشتالة لا منتشا وسط إسبانيا.
يبلغ عدد سكانها 1.148 نسمة وفقاً لإحصائية سنة (2007).